# Martin Brest
Martin Brest (* 8. August 1951 in New York City) ist ein US-amerikanischer Filmregisseur, Drehbuchautor und Produzent.

## Leben
In seiner Zeit an der New York University drehte der in der Bronx geborene Brest 1972 seinen Erstling Hot Dogs for Gauguin mit dem damals noch völlig unbekannten Danny DeVito. Neben seiner Regiearbeit begann er für Filme das Drehbuch zu schreiben, sie zu produzieren und zu verlegen. So entstand bspw. Hot Tomorrows von 1977 für das American Film Institute. Warner Bros. wurden auf ihn aufmerksam: Im Alter von gerade einmal 27 Jahren drehte er 1979 für das Studio den Film Die Rentner-Gang mit den ehrwürdigen Hollywood-Legenden George Burns, Art Carney und Lee Strasberg.
Der Film offenbarte Brests professionelle Reife jenseits seines tatsächlichen Alters, und für eine Weile schien es, als ob Hollywood ein weiteres „Wunderkind“ hervorgebracht hätte. Brest arbeitete am Thriller WarGames – Kriegsspiele, als ihm infolge von Meinungsverschiedenheiten mit den Produzenten von MGM von einer Minute auf die andere die Leitung entzogen wurde und John Badham seine Aufgabe übernahm. Fast zwei Jahre lang war Brest daraufhin kaltgestellt und erhielt in dieser Zeit lediglich eine kleine Darstellerrolle in der Teenager-Komödie Ich glaub’, ich steh’ im Wald (1982) mit Sean Penn.
1984 hatte er als Regisseur ein fulminantes Comeback mit dem Blockbuster Beverly Hills Cop – Ich lös’ den Fall auf jeden Fall, der zu einem der erfolgreichsten Filme der 1980er Jahre wurde. 1992 erhielt er für Der Duft der Frauen zwei Oscar-Nominierungen, als bester Regisseur und für den besten Film. Er selbst ging leer aus, doch Al Pacino gewann die Trophäe als bester männlicher Hauptdarsteller. Ebenfalls recht erfolgreich war Rendezvous mit Joe Black von 1998.
Liebe mit Risiko – Gigli hingegen war 2003 ein Misserfolg. Die Romanze mit Ben Affleck und Jennifer Lopez floppte an den Kinokassen, wurde in nahezu allen Kategorien für den Negativpreis Goldene Himbeere nominiert und 2005 zur „Schlechtesten Komödie unserer ersten 25 Jahre“ erkoren. Nach diesem Film trat er bislang nicht mehr als Regisseur in Erscheinung (Stand 2023). In einem Interview aus dem Juli 2023 berichtet Brest, dass es bei den Dreharbeiten zwischen ihm und dem Studio zu massiven Meinungsverschiedenheiten über die Richtung des Films kam. Anstatt allerdings die Arbeit abzubrechen, entschied er sich, zu seinem späteren Missfallen, die Regie fortzusetzen. Er berichtet, viele Aspekte des Films seien in der Folge verändert worden, es kam zu Nachdrehs, Charaktere wurden durch einen anderen Schnitt verändert, der Ton des Films wurde ein anderer. Nach diesen Erfahrungen habe er die Entscheidung getroffen, sich aus dem Filmgeschäft als Regisseur zurückzuziehen. In den Jahren danach entwickelte er einige Drehbücher, die unrealisiert blieben.
2009 wurde Hot Dogs for Gauguin vom National Film Registry der Kongressbibliothek als besonders wertvoller Film aufgenommen. Neben seiner Tätigkeit als Regisseur ist Brest auch als Produzent tätig. Zu den Filmen, die er produzierte, gehörte etwa der Jugendfilm Josh and S.A.M.
Brest ist mit der Filmproduzentin Lisa Weinstein verheiratet und hat aus dieser Ehe einen Sohn.

## Filmografie (Auswahl)
- 1972: Hot Dogs for Gauguin (Kurzfilm)
- 1977: Hot Tomorrows
- 1979: Die Rentner-Gang (Going in Style)
- 1984: Beverly Hills Cop – Ich lös’ den Fall auf jeden Fall (Beverly Hills Cop)
- 1988: Midnight Run – Fünf Tage bis Mitternacht (Midnight Run)
- 1992: Der Duft der Frauen (Scent of a Woman)
- 1998: Rendezvous mit Joe Black (Meet Joe Black)
- 2003: Liebe mit Risiko – Gigli (Gigli)